# Sideshow Bob Roberts
«Sideshow Bob Roberts» (рус. «Сайдшоу Боб Робертс») — пятая серия шестого сезона мультсериала «Симпсоны». Премьерный показ состоялся 9 октября 1994 года. Келси Грэммер озвучивает злодея Сайдшоу Боба, который в этом эпизоде побеждает на Спрингфилдских выборах мэра путём фальсификации. Авторы сценария — Билл Оукли и Джош Вайнштейн, режиссёр Марк Киркланд. В эпизоде имеется множество политических и культурных отсылок.

## Сюжет
Из Спрингфилдской тюрьмы Сайдшоу Боб звонит на радио местному консерватору Берчу Барлоу, и жалуется на несправедливое тюремное заключение. Под давлением Барлоу и жителей Спрингфилда Мэр Квимби освобождает Боба. Вскоре Боб выдвигает кандидатуру от Республиканской партии на выборах мэра Спрингфилда. Барт и Лиза стараются помешать Бобу стать мэром, и поддерживают кампанию Квимби. К сожалению, из-за харизмы Боба и сонливости Квимби в телевизионных дебатах, Боб одерживает победу на выборах.
Семью Симпсонов будят земные толчки и необъяснимый шум. Выясняется, что их дом стоит на пути строительства нового шоссе «Мэтлока», и что в скором времени дом будет снесён. Также Боб велел директору Скиннеру отправить Барта учиться в детский сад. Барт и Лиза начинают подозревать, что Боб подтасовал выборы. Лиза исследует результаты голосований, но не может найти никаких доказательств того, что результаты сфальсифицированы. Лиза получает сообщение от осведомителя, которым оказывается Вэйлон Смитерс, он не согласен с политикой Боба, которая расходится с его «образом жизни». Поэтому Смитерс советует Барту и Лизе найти избирателя по имени Эдгар Ньюбауэр, который подтвердит фальсификацию выборов.
После безуспешных поисков Барт обнаруживает имя Эдгар Ньюбауэр на надгробной плите. Рассказав о своём открытии сестре, Лиза понимает, что большинство избирателей, проголосовавших за Боба, давно мертвы. На суде вследствие провокации Лизы Боб самостоятельно изобличает свой хитрый план, раскрывая причины деяния. Суд признаёт Боба виновным и отправляет обратно в тюрьму. Симпсоны получают дом обратно, Квимби восстанавливает свою должность, Барт возвращается в четвёртый класс.

## Интересные факты
- В эпизоде выясняется, что у Барта есть два заклятых врага: Сайдшоу Боб, Dr. Demento.
- Лиза сравнила себя и Барта с Карлом Бернистином и Бобом Вудвордом, известными журналистами, расследовавшими Уотергейтский скандал.
- В этой серии сказано, что Снежика I попала в список выборов Боба, также была вырезана сцена, где Лиза рубит скелет пред. кошки.

## Рейтинги и отзывы критиков
По итогам премьерного показа эпизод «Sideshow Bob Roberts» занял 64-место в еженедельном списке рейтинга Нильсена и оказался шестым в рейтинге телеканала Fox Network.
Уоррен Мартин и Адриан Вуд, авторы книги I Can’t Believe It’s a Bigger and Better Updated Unofficial Simpsons Guide, охарактеризовали эпизод как «потрясающая политическая сатира, которая повлечёт неодобрение со стороны Республиканской партии.»
Эрик Рейнежел, Брайан Мориц и Джон Хилл в одном из выпусков Press & Sun-Bulletin назвали «Sideshow Bob Roberts» лучшим эпизодом шестого сезона.

## Избранные цитаты
- Барт: Ты просто лакей Барлоу.
Лиза: Ты был Ронни для Нэнси.
Барт: Сонни для Шэр.
Лиза: Ринго для остальных битлов.